# 橘与四郎
橘 与四郎（たちばな よしろう、1941年 - 2016年7月17日）は、兵庫県三田市出身の画家。スペインのガリシア州ア・コルーニャ県に居住して製作していた。

## 経歴
父は画家の橘央（たちばななかば）であり、父から美術を学んだ。
1962年（昭和37年）、美術学校で美術を学ぶため東京へ向かった。パウル・クレーの絵画に出会い傾倒した。1969年（昭和44年）、ヨーロッパを旅行することを計画し、スペインで数多くの町を歩きまわった。その後、ドイツのハンブルクやキールの町に定住し、ドイツの現代美術（ミュンヘン派）の動きを学んだ。1973年（昭和48年）までドイツに滞在した後、ノルウェーに滞在して風景画を描いた。1974年（昭和49年）にはスペインに戻った。1975年（昭和50年）にはガリシア州ア・コルーニャ県の小さな漁村ムシーアに画室を作って定住し、ガリシア州の都市で個展を開いた。
1981年（昭和56年）には渡欧後初めて日本へ帰り、東京・銀座の松坂屋で帰国展を催した。彼の作品はスペインで開かれた「日本文化展84」に選ばれ、その頃からミスチックなものや仏教の曼荼羅に興味を示した。小乗仏教を観察するべく、妻子とともにスリランカに滞在し、原始美術や中世のイコノグラフィーを研究する。
1998年（平成10年）頃から日本とスペインで定期的に個展を催した。彼の画風は抽象と具象の混合で、底にミニマリズムと古代の壁画にみられる原始美術の影響がみられる。
2016年（平成28年）7月17日、ムシーアで亡くなった。